# James Edmund Scripps
Pour les articles homonymes, voir Scripps.
James Edmund Scripps (1835-1906) est un journaliste américain, devenu patron de presse et philanthrope, cofondateur de l'Empire de presse Scripps-Howard.

## Biographie
Né en 1835 à Londres, James Edmund Scripps était le fils aîné de James Mogg Scripps et Ellen Mary (Saunders) Scripps, et le grand demi-frère d'Edward Willis Scripps, au sein d'une famille venue en Amérique en 1844, après avoir perdu la mère, qui s'est installée dans une ferme.
Il a grandi à Rushville, dans l'Illinois et a commencé sa carrière de journaliste au Chicago Tribune en 1857, avant de s'installer à Détroit en 1859, où il est devenu en 1862 directeur du Detroit Tribune puis du Detroit Daily Advertiser.
Ce dernier titre est victime d'un incendie en 1873, Scripps reçoit 20 000 dollars d'indemnités des compagnies d’assurance. Avec cette somme il lance un quotidien du soir, qu'il veut populaire, financé par de la publicité bon marché, et "écrit comme les gens parlent" : c'est The Evening News, plus tard rebaptisé The Detroit News, qui eut un grand succès dans la ville de Détroit. Son frère George H. Scripps l'aide à financer leur demi-frère Edward Willis Scripps qui lance lui un journal à Cleveland.
Les frères créent peu à peu un empire de presse en fondant ou rachetant des journaux à Cleveland, Saint-Louis, Cincinnati et Chicago. En 1889, il fonde la "Ligue Scripps-MacRae" avec son demi-frère Edward Willis Scripps (1854-1926) et Milton A. McRae, le directeur du Saint-Louis Chronicle.
L'aîné devient le mécène du "Detroit Museum", rebaptisé ensuite Detroit Institute of Arts, en 1889. Sa sœur Ellen Browning Scripps fut la fondatrice et donatrice du Scripps Institute of Oceanography, basé à La Jolla (Californie) qui elle donne le nom de Edward Willis Scripps et du Scripps College, basé Claremont. En 1895,  James E. Scripps et son gendre George G. Booth achètent le Chicago Daily Journal.
James E. Scripps a eu des enfants jusqu'à l'âge de 70 ans. Sa fille aînée, Ellen Warren Scripps (1863-1948), a épousé en 1887 George G. Booth, qui a fondé l'Evening News Association et le groupe de presse Booth newspapers, acquis par Advance Publications en 1976. 
Ses deux fils William Edmund Scripps (1882-1952) et William John Scripps (1905-1965), malgré un écart d'âge de 23 ans, ont fondé une radio en 1920, qui porte le nom de leurs initiales réunies : WWJ et qui est la première radio au monde d'informations en continu appartenant à une société privée. Le premier a ensuite créé en 1925 l'ACME Newspictures, agence de reportage photo du groupe, après avoir travaillé dans la branche automobile du groupe.